# Формула-1 — Гран-прі Туреччини 2008
Гран-прі Туреччини 2008 року — п'ятий етап чемпіонату світу 2008 року з автоперегонів у класі Формула-1, відбувся 9—11 травня на трасі Істанбул Парк в Стамбулі (Туреччина). Перемогу на цих перегонах святкував бразильський гонщик Феліпе Масса з команди «Феррарі». Ця перемога стала третьою поспіль для Феліпе Масси на Гран-прі Туреччини.

## Класифікація

### Кваліфікація
|    | Пілот               | Команда            | 1 частина | 2 частина | 3 частина |
| -- | ------------------- | ------------------ | --------- | --------- | --------- |
| 1  | Феліпе Масса        | Феррарі            | 1:25.994  | 1:26.192  | 1:27.617  |
| 2  | Хейкі Ковалайнен    | Макларен-Мерседес  | 1:26.736  | 1:26.290  | 1:27.808  |
| 3  | Льюїс Хемілтон      | Макларен-Мерседес  | 1:26.192  | 1:26.477  | 1:27.923  |
| 4  | Кімі Ряйкконен      | Феррарі            | 1:26.457  | 1:26.050  | 1:27.936  |
| 5  | Роберт Кубіца       | Заубер-БМВ         | 1:26.761  | 1:26.129  | 1:28.390  |
| 6  | Марк Веббер         | Ред Булл-Рено      | 1:26.773  | 1:26.466  | 1:28.417  |
| 7  | Фернандо Алонсо     | Рено               | 1:26.836  | 1:26.522  | 1:28.422  |
| 8  | Ярно Труллі         | Тойота             | 1:26.695  | 1:26.822  | 1:28.836  |
| 9  | Нік Хайдфельд       | Заубер-БМВ         | 1:27.107  | 1:26.607  | 1:28.882  |
| 10 | Девід Култхард      | Ред Булл-Рено      | 1:26.939  | 1:26.520  | 1:29.959  |
| 11 | Ніко Росберг        | Вільямс-Тойота     | 1:27.367  | 1:27.012  |           |
| 12 | Рубенс Барікелло    | Хонда              | 1:27.355  | 1:27.219  |           |
| 13 | Дженсон Баттон      | Хонда              | 1:27.428  | 1:27.298  |           |
| 14 | Себастьян Феттель   | Торо Россо-Феррарі | 1:27.442  | 1:27.412  |           |
| 15 | Тімо Глок           | Тойота             | 1:26.614  | 1:27.806  |           |
| 16 | Кадзукі Накадзіма   | Вільямс-Тойота     | 1:27.547  |           |           |
| 17 | Нельсон Піке (мол.) | Рено               | 1:27.568  |           |           |
| 18 | Себастьєн Бурде     | Торо Россо-Феррарі | 1:27.621  |           |           |
| 19 | Джанкарло Фізікелла | Форс Індія-Феррарі | 1:27.807  |           |           |
| 20 | Адріан Сутіл        | Форс Індія-Феррарі | 1:28.325  |           |           |

### Перегони
|      | Пілот               | Команда            | Кіл | Час         | Старт | Очок |
| ---- | ------------------- | ------------------ | --- | ----------- | ----- | ---- |
| 1    | Феліпе Масса        | Феррарі            | 58  | 1:26:49.451 | 1     | 10   |
| 2    | Льюїс Хемілтон      | Макларен-Мерседес  | 58  | +3.7        | 3     | 8    |
| 3    | Кімі Ряйкконен      | Феррарі            | 58  | +4.2        | 4     | 6    |
| 4    | Роберт Кубіца       | Заубер-БМВ         | 58  | +21.9       | 5     | 5    |
| 5    | Нік Хайдфельд       | Заубер-БМВ         | 58  | +38.7       | 9     | 4    |
| 6    | Фернандо Алонсо     | Рено               | 58  | +53.7       | 7     | 3    |
| 7    | Марк Веббер         | Ред Булл-Рено      | 58  | +64.2       | 6     | 2    |
| 8    | Ніко Росберг        | Вільямс-Тойота     | 58  | +71.4       | 11    | 1    |
| 9    | Девід Култхард      | Ред Булл-Рено      | 58  | +75.2       | 10    |      |
| 10   | Ярно Труллі         | Тойота             | 58  | +76.3       | 8     |      |
| 11   | Дженсон Баттон      | Хонда              | 57  | +1 коло     | 13    |      |
| 12   | Хейкі Ковалайнен    | Макларен-Мерседес  | 57  | +1 коло     | 2     |      |
| 13   | Тімо Глок           | Тойота             | 57  | +1 коло     | 15    |      |
| 14   | Рубенс Барікелло    | Хонда              | 57  | +1 коло     | 12    |      |
| 15   | Нельсон Піке (мол.) | Рено               | 57  | +1 коло     | 17    |      |
| 16   | Адріан Сутіл        | Форс Індія-Феррарі | 57  | +1 коло     | 19    |      |
| 17   | Себастьян Феттель   | Торо Россо-Феррарі | 57  | +1 коло     | 14    |      |
| схід | Себастьєн Бурде     | Торо Россо-Феррарі | 24  | розворот    | 18    |      |
| схід | Кадзукі Накадзіма   | Вільямс-Тойота     | 1   | аварія      | 16    |      |
| схід | Джанкарло Фізікелла | Форс Індія-Феррарі | 0   | аварія      | 20    |      |

Найшвидше коло: Кімі Ряйкконен — 1:26.506.
Кола лідирування: Феліпе Масса — 42 (1-19, 22-23, 33-40, 46-58), Льюїс Хемілтон — 11 (24-32, 44-45), Кімі Ряйкконен — 5 (20-21, 41-43).